# أوراق العشب
أوراق العشب (بالإنجليزية: Leaves of Grass)‏ هي مجموعة شعر للشاعر الأميركي والت ويتمان (1819-1892)، ومع أن الطبعة الأولى نشرت في 1855، إلا أن ويتمان قضى معظم حياته المهنية يكتب ويعيد كتابة أوراق العشب ويراجعها مرات عديدة حتى وفاته، ولذلك هناك عدة إصدارات نشرت عبر أربعة عقود تختلف بعضها عن بعض، فالأولى منها تتكون من 12 قصيدة والأخيرة تتكون من أكثر من 400 قصيدة.
القصائد في أوراق العشب تربطها ربطة طليقة، وتمثل كل قصيدة منها احتفال ويتمان بفلسفته عن الحياة والإنسانية، ويجدر هذا الكتاب بالملاحظة لنقاشه عن الابتهاج بالمتعات الحسية في آن كانت مثل هذه المجاهرة تعتبر فيه غير أخلاقية وغير مقبولة، وذلك حيث أن الشعر سابقا، وخصوصا الشعر الإنجليزي، كان يعتمد على الرمزية والتمثيل والتأمل في مسائل دينية  وروحية، حينما مجّدَت أوراق العشب الجسم والعالم المادي. وهو يتأثر برالف والدو إمرسون وحركة الفلسفة المتعالية، وهي نفسها فرع من حركة الرومانسية الأوروبية، فشعر ويتمان يمدح الطبيعة ومكان الإنسان الفردي فيها. ولكن لم يقلل ويتمان، كما لم يقلل إمرسون، من دور العقل أو الروح، إنما يرفع الهيئة البشرية والعقل البشري، وهو يعتبر كليهما جديرين بالمديح.